# Ray Reardon
Ray Reardon (n. 8 octombrie 1932, Tredegar⁠(d), Țara Galilor, Regatul Unit – d. 19 iulie 2024) a fost un jucător galez de snooker. El a dominat sportul în anii '70, câștigând șase campionate mondiale fiind unul dintre cei mai buni jucători ai secolului 20. A fost lider mondial între 1976–1980 și 1982–1983. După retragere, Reardon a lucrat ca antrenor antrenându-l și pe Ronnie O'Sullivan. 
Deși un mare tactician, Ray Reardon a devenit și mai popular în circuit pentru că adăuga o notă de umor și divertisment la jocul său. A câștigat patru titluri mondiale consecutive (turnee în care a contabilizat un total de 17 victorii, consecutive). 
A locuit în Anglia, în comitatul Devon, unde s-a ocupat de un club de golf al cărui președinte a fost.